# 葡屬安哥拉

葡屬安哥拉旗幟

葡屬安哥拉（葡萄牙語：Provincía Ultramarina de Angola），也被稱為葡屬西非，是葡萄牙殖民帝國於1575年在非洲西南沿海所佔有的一塊殖民地；初始葡萄牙只控制沿岸地帶，至十八世紀方開始深入殖民地內陸，二十世紀初葡萄牙方完全控制現在的安哥拉，與其他歐洲列強確定殖民地邊界。1951年6月11日葡屬安哥拉升格為葡萄牙的安哥拉海外省（Província de Angola），1972年升格為安哥拉州（Estado de Angola），1975年安哥拉宣告獨立。